# Драгенсдорф
Драгенсдорф (њем. Dragensdorf) је мјесто у њемачкој савезној држави Тирингија. Једно је од бивших општинских средишта округа Зале-Орла. Посједује регионалну шифру (AGS) 16075017.

## Географски и демографски подаци
Мјесто се налази на надморској висини од 455 метара. Његова површина износи 3,1 km². У самом мјесту је, према процјени из 2010. године, живјело 70 становника. Просјечна густина становништва износи 23 становника/km².